# كاري جونسون (لاعبة رماية)
كاري جونسون هي لاعبة رماية كندية، ولدت في 1977.

## وصلات خارجية
- كاري جونسون على موقع أوليمبيديا (الإنجليزية)
- كاري جونسون على موقع اتحاد ألعاب الكومنولث (مؤرشف) (الإنجليزية)